# Matthiae-Mahlzeit
Die Matthiae-Mahlzeit (häufig auch nur als Matthiae-Mahl, historisch als Convivium Eines Ehrbaren Rates bezeichnet) in Hamburg ist „das älteste noch begangene Festmahl der Welt“. Es besteht seit 1356 und findet immer um den 24. Februar herum im Großen Festsaal des Hamburger Rathauses statt. Zwischen 1724 und 1956 fand das Mahl, wahrscheinlich aus Kostengründen, nicht statt. Anlass der Wiedereinführung des Matthiae-Mahls am 12. Januar 1956 war der 75. Geburtstag des damaligen Präses der Handelskammer, Albert Schäfer.

## Geschichte
Das Mahl begründet sich auf dem Matthiae-Tag, der alljährlich am 24. Februar den mittelalterlichen Frühlingsanfang einläutete. Es war zudem der Tag des Dienstbotenwechsels und es wurden Wetterregeln aufgestellt sowie Orakelhandlungen durchgeführt. An diesem besonderen Tag wurden die Aufgaben im Senat neu verteilt und ein neuer Erster Bürgermeister gewählt.
Traditionell wurde es Brauch, Vertreter der Hamburg freundlich gesinnten Mächte einzuladen, d. h. ausländische Minister und andere hohe Gäste. Ihnen wurde ein Messer als Zeichen der Courtoisie (ritterliches Benehmen) aufgedeckt, denn im 14. Jahrhundert aß man gewöhnlich mit den Fingern. Jedes Jahr wurden Forellen, Kapaunenbraten, Rehrücken, Kalbsviertel und Mandelmilch sowie Bier und Wein serviert.
Ab dem Jahr 1622 waren auch Frauen beim Mahl zugelassen. Bis die Herren diese zum Tanz aufforderten, mussten sie jedoch in einem getrennten Saal speisen.
Schon seit den Anfängen des Mahls wurde stets ein deutscher und ein ausländischer Ehrengast, meist der kaiserliche und der holländische Gesandte, empfangen. Im 18. Jahrhundert wurde in vielen Jahren ein Lied speziell für das Mahl komponiert, unter anderem 1711 von Reinhard Keiser oder 1724 von Georg Philipp Telemann.

## Gegenwart
Das Matthiae-Mahl diente und dient der Zusammenkunft von Vertretern aus Adel und Politik. In neuerer Zeit werden neben Vertretern aus der lokalen Politik und Wirtschaft, Sport und Gesellschaft traditionell alle Ehrenbürger Hamburgs, alle ehemaligen ersten Bürgermeister sowie die in Hamburg ansässigen Konsuln samt Begleitung eingeladen. Das Fest wird jährlich für 400 bis 600 Gäste ausgetragen.
Noch heute wird der „Hamburger Silberschatz“ zum Matthiae-Mahl geöffnet. Tafelaufsätze, Pokale und Schalen aus Silber, die von Senatoren und deren Familien sowie von Vertretern der Hamburg freundlich gesinnten Mächte gestiftet wurden, sind Teil des Tischschmucks. Zudem werden Geschenke der zahlreichen Ehrengäste ausgestellt. Besonders hervorzuheben ist der von König Edward VII. gestiftete „Holbein-Pokal“ aus dem Jahre 1904. Er ziert stets die Ehrentafel.
Generell wird die Matthiae-Mahlzeit von dem jahrhundertealten Protokoll der Freien und Hansestadt Hamburg dominiert. Insbesondere schreibt dieses seit 1538 vor, dass der Bürgermeister seine Ehrengäste stets oben auf der Senatstreppe empfängt, da historisch niemals ein Hamburger Bürgermeister einem auf dem Pferde angereisten Ehrengast die Steigbügel halten sollte.

## Ehrengäste
Der Hamburger Bürgermeister bittet heute noch jedes Jahr mehrere Ehrengäste, darunter immer einen ausländischen Ehrengast am Mahl teilzunehmen. Die Ehrengäste tragen sich, wie es das Protokoll vorsieht, immer in das Goldene Buch der Stadt ein.
Im Jahr 1994 kam es zu einem Eklat: Festredner des Abends war der damalige estnische Präsident Lennart Meri. Als dieser in seiner Rede davon sprach, dass Russland die erneute Vorherrschaft im Osten anstrebe, verließ Wladimir Putin, damals Vizebürgermeister von Hamburgs Partnerstadt St. Petersburg, lautstark den Saal.
Nur einmal in der mehr als 429-jährigen Geschichte hat ein Ehrengast seine Teilnahme abgesagt: Italiens damaliger Ministerpräsident Romano Prodi blieb 2007 der Veranstaltung fern. Grund dafür war nicht, wie ursprünglich angenommen, die innenpolitische Krise in Italien, sondern seine Forderung, keine Presse für die Berichterstattung zuzulassen. Seine Vertretung übernahm kurzfristig Italiens Botschafter in Berlin, Antonio Puri Purini.
Im Jahr 2021 wurde die Veranstaltung wegen der Corona-Pandemie als digitales Ereignis durchgeführt. Die Teilnehmer wurden hierzu am 19. Februar 2021 ab 20.15 Uhr virtuell in den großen Festsaal des Hamburger Rathauses zugeschaltet. 2022 wurde der Traditionstermin wegen der fortwährenden Pandemie-Lage vollends ausgesetzt.
Als Ehrengäste geladen waren unter anderem:
- 2025: Teresa Ribera und Prof. Dr. Dr. h.c. Monika Schnitzer
- 2024: Kaja Kallas (estnische Premierministerin), Olaf Scholz[8]
- 2023: General Christopher Cavoli (NATO- und EUCOM-Kommandeur), Helga Maria Schmid (OSZE-Generalsekretärin)[9]
- 2022: (abgesagt)
- 2021: Rafał Trzaskowski (Warschauer Bürgermeister) und Svenja Schulze (Bundesumweltministerin)
- 2020: Mircea Geoană (stellvertretender NATO-Generalsekretär in Vertretung für Jens Stoltenberg), Heiko Maas (Bundesaußenminister)
- 2019: Raimonds Vējonis (Präsident von Lettland), Frank-Walter Steinmeier (Bundespräsident)
- 2018: Jean-Claude Juncker (Präsident der EU-Kommission), Joschka Fischer (Bundesaußenminister a. D.)
- 2017: Justin Trudeau (Premierminister von Kanada), Sigmar Gabriel (Bundesminister des Auswärtigen)
- 2016: David Cameron (britischer Premierminister), Angela Merkel
- 2015: Bronisław Komorowski (Staatspräsident von Polen), Joachim Gauck (Bundespräsident)
- 2014: Helle Thorning-Schmidt (Ministerpräsidentin von Dänemark), Frank-Walter Steinmeier (Bundesminister des Auswärtigen)
- 2013: Jean-Marc Ayrault (französischer Premierminister), Ulrich Wickert (Frankreichkenner, Buchautor und ehemaliger Nachrichtensprecher)
- 2012: José Manuel Barroso (EU-Kommissionspräsident), Jürgen Fitschen (Deutsche-Bank-Vorstand)
- 2011: Lykke Friis (dänische Umweltministerin), Norbert Röttgen (Bundesumweltminister)
- 2010: László Sólyom (ungarischer Staatspräsident), Hans-Dietrich Genscher, Marianne Birthler
- 2009: Donald Tusk (polnischer Ministerpräsident), Angela Merkel
- 2008: Jakaya Kikwete (tansanischer Staatspräsident), Horst Köhler
- 2007: Antonio Puri Purini (italienischer Botschafter) als Vertretung für Romano Prodi (italienischer Ministerpräsident), Wolfgang Huber
- 2006: Frederik und Mary (Kronprinzenpaar von Dänemark), Michael Frenzel
- 2005: Abdullah II. (König von Jordanien), Günter Blobel
- 2004: Wolfgang Schüssel (österreichischer Bundeskanzler), Peter Ruzicka
- 2003: Silvia (schwedische Königin), Steffi Graf
- 2002: Rudolf Schuster (slowakischer Staatspräsident), Heide Simonis
- 2001: Paavo Lipponen (finnischer Ministerpräsident), Gerhard Schröder
- 2000: Vaira Vīķe-Freiberga (lettische Staatspräsidentin), Hans Eichel

Weitere Ehrengäste in den vergangenen Jahrzehnten waren unter anderem Diana und Charles (Kronprinzenpaar des Vereinigten Königreichs).

## Kosten
Die Gesamtkosten des Festbanketts belaufen sich jedes Jahr auf rund 220.000 Euro. Im Jahr 2023 teilte sich beispielsweise der Gesamtbetrag von 224.219,41 Euro auf in ca. 63.000 Euro für Speisen und Getränke, 119.700 Euro für Personal, 3.800 Euro für Musik, 5.000 Euro für Einladungen und Tischkarten, 1.400 Euro für Reisekosten, 11.250 Euro für Blumen sowie rund 20.000 Euro für Sonstiges wie Fahrdienste und Übersetzer.

## Kritik
Der ehemalige Bürgermeister Ole von Beust kritisierte in einem Interview mit der Die Zeit 2012 die Sinnhaftigkeit des Mahls. Während seiner Amtszeit hatte er in einem Gastbeitrag für Die Welt das Mahl noch als „Werbung für unsere Stadt im besten Sinne“ bezeichnet. Die Linke Hamburg kritisiert das Matthiae-Mahl als „Elitenspeisung“, die im krassen Gegensatz zu den Problemen der Stadt stehe.
Durch eine parlamentarische Anfrage der Linken wurde  einer weiteren Öffentlichkeit 2023 bekannt, dass die Wiedereinführung der Matthiae-Mahlzeit nach dem Zweiten Weltkrieg zu Ehren des damaligen Präses der Handelskammer, Albert Schäfer, erfolgte. Laut Abschlussbericht der Kommission zum Umgang mit NS-belasteten Straßennamen in Hamburg war Schäfer ein Profiteur von „Arisierungen“ und verantwortlich für den Einsatz von Zwangsarbeitern in den Werken der Phoenix-Gummiwerke AG. Antifaschistische Initiativen und die Linke Hamburg kritisieren vor diesem Hintergrund die mangelnde Auseinandersetzung des Hamburger Senats mit der Geschichte des Ehrenmahls.